# Inexpectacantha
Inexpectacantha is een geslacht van uitgestorven slangsterren uit de familie Ophiacanthidae. Vertegenwoordigers van dit geslacht zijn slechts als fossiel bekend.

## Soorten
- Inexpectacantha acrobatica Thuy, 2011 †
- Inexpectacantha lunaris (Hess, 1962) †
- Inexpectacantha ritae Thuy, 2013 †
- Inexpectacantha weisi Thuy, 2013 †